# 石井力
石井 力（いしい ちから）は、日本のフリーアナウンサー。

## 来歴
千葉県出身。千葉市立千葉高等学校、日本大学芸術学部卒業。
大学を卒業後、千葉テレビ放送（チバテレビ）に入社。同局のアナウンサーになり、ニュース・天気予報・ワイド番組・スポーツ中継に携わった。

## 担当・出演した主な大会
- 夏の高校野球千葉大会・茨城大会
- 全国高校サッカー選手権大会千葉県大会（2007年まで）・全国大会（2004年度まで）
- 春の高校バレー千葉県大会
- 全国高校ラグビー大会千葉県大会
- 千葉県高校総合体育大会ハンドボール男女決勝
- 都市対抗野球（東京ドーム）
- マリーンズナイター（プロ野球千葉ロッテマリーンズ戦中継）（2009年まで）
- Jリーグの試合（柏、千葉戦）

## 著書
- 青春実況〜実況はツラ楽しい〜（千葉日報社、2007年7月、ISBN 978-4-924418-89-9）